# Sit del Tibet
El sit del Tibet (Emberiza koslowi) és un ocell de la família dels emberízids (Emberizidae). És endèmic del costat oriental de l'altiplà tibetà.
El nom específic koslowi es va donar en reconeixement de l'explorador rus Piotr Kozlov.

## Hàbitat i distribució
Habita vessants pedregoses i àrides, per sobre del bosc, amb escasos arbusts i ginebrons nans dels Himàlaies, a l'oest de la Xina central.

## Descripció
El cap és negre amb ratlles blanques al cap. L'esquena és de color castany.

## Comportament
L'estructura del niu d'aquesta espècie té una cúpula que sembla ser única entre els emberízids que tenen estructures de nius obertes. La femella pon 3 o 4 ous.
A l'hivern s'alimenten de cereals i a l'estiu d'insectes, com papallones, llagostes i escarabats.
Els principals depredadors del sit del Tibet són els rapinyaires com els falcons i els mussols i mamífers com les guineus, la mostela i el toixó.